# Athleten
Athleten è un film muto del 1925 diretto da Frederic Zelnik.

## Produzione
Il film fu prodotto dalla Phoebus-Film AG.

## Distribuzione
Distribuito dalla Phoebus-Film AG, uscì nelle sale cinematografiche tedesche presentato in prima il 18 marzo 1925 al Marmorhaus di Berlino con il visto di censura B.09868 che ne vietava la visione ai minori.
Il film viene considerato presumibilmente perduto.